# آن ريتشاردز (مغنية)
آن ريتشاردز (بالإنجليزية: Ann Richards)‏ هي مغنية أمريكية، ولدت في 1 أكتوبر 1935 في سان دييغو في الولايات المتحدة، وتوفيت في 1 أبريل 1982 في هوليوود هيلز في الولايات المتحدة.

## وصلات خارجية
- آن ريتشاردز على موقع ميوزك برينز (الإنجليزية)
- آن ريتشاردز على موقع أول ميوزيك (الإنجليزية)
- آن ريتشاردز على موقع ديسكوغز (الإنجليزية)